# Fullerian Professor of Chemistry
Fullerian Professor of Chemistry är titeln på innehavaren av en professur vid Royal Institution, instiftad av John Fuller.

## Innehavare
- 1833 Michael Faraday
- 1868 William Odling
- 1874 John Hall Gladstone
- 1877 James Dewar
- 1923 William Henry Bragg
- 1942 Henry H. Dale
- 1946 Eric Keightley Rideal
- 1950 Edward Neville da Costa Andrade
- 1953 William Lawrence Bragg
- 1966 George Porter
- 1988 John Meurig Thomas
- 1994 Peter Day